# 恩古涅河
恩古涅河（法語：Ngounié）是西非國家加蓬的河流，是奧果韋河第二大的支流，次於伊溫多河，河道全長約300公里，發源自夏于山脈，河畔主要城鎮有富加穆和穆伊拉。